# Кускокуюм
Кускокуюм (на английски: Kuskokwim River) е река в САЩ, в югозападната част на щата Аляска (втора по големина в щата след Юкон), вливаща се в залива Кускокуюм на Берингово море Дължината ѝ е 1165 km (заедно с дясната съставяща я река Северен Кускокуюм – 1405 km), а площта на водосборния басейн – 124 719 km².
Река Кускокуюм се образува на 115 m н.в. от сливането на двете съставящи я реки Южна Кускокуюм (лява съставяща) и Северна Кускоуюм (дясна съставяща). Река Южна Кускокуюм води началото си от северния склон на Аляските Кордилери, а Северна Кускокуюм – от южния склон на планината Кускокуюм. В горното си течение има югозападна посока и тече през почти безлюдни тундрови райони в широка долина с голяма заливна тераса, наводнявана по време на лятното пълноводие. След устието на левия си приток Холитна завива на запад и прорязва планината Кускокуюм, като образува бързеи и прагове и в района на селището Крокед Крийк отново завива на ютозапад и излиза в обширната приморска низина. Тук течението ѝ става изключително бавно и спокойно, долината ѝ става много широка и се превръща в голяма равнинна река, като образува стотици меандри, старици, острови, протоци и ръкави. Влива се в залива Кускокуюм на Берингово море чрез много голям естуар.
Водосборният басейн на реката обхваща площ от 124 319 km. На северозапад, север и североизток водосборният басейн на река Кускокуюм граничи с водосборния басейн на река Юкон, на изток – с водосборните басейни на река Суситна и други по-малки, вливащи се в залива Кук, а на югоизток – с водосборните басейни на река Нушагак и други по-малки, вливаща се в Берингово море. Река Кускокуюм получава 14 притока с дължина над 100 km: леви – Южна Кускокуюм (210 km), Мидъл Форк (210 km), Суифт (160 km), Стони Ривър (310 km), Холитна (180 km), Аниак (230 km), Тулуксак (140 km), Кисаралик (140 km), Куетлук (137 km), Ек Ривър (174 km); десни – Северна Кускокуюм (240 km), Такотна (190 km), Джордж (130 km), Гуик (110 km).
Подхранването ѝ е предимно снежно, с ясно изразено пълноводие през лятото. Средният годишен отток на реката при селището Крукед Крийк е 1897 m³/s. В продължение на 6 месеца е заледена. По време на лятното пълноводие и свободна от лед е плавателна за плитко газещи речни съдове на 800 km от устието.